# Силвија Најт
Силвија Најт (енгл. Silvia Night, исл. Silvía Nótt) је улога коју је осмислила и одиграла исландска глумица Ева Аугуста.
Силвија Најт је добила свој шоу на исландској државној телевизији, да би дан после тога на улици протестовала против сопственог шоу-програма, за који је рекла да је најгоре смеће.
Као представник Исланда, Силвија Најт је наступила на Евровизији 2006. где је шокирала јавност
како својом песмом -{Congratulations}+ (у којој евровизијској публици честита што је сама дошла те телефоном зове Бога и обавештава га да је управо на задатку спашавања Евровизије којој прети пропаст) тако и својим понашањем - посебно се памти њено одбијање да напусти сцену те псовање новинара и других учесника али и шамарање својих играча.